# Komora (Sławków)
Komora – dawny przysiółek, obecnie niezamieszkana część Sławkowa, na wschód od centrum miasta. Stanowi najdalej na wschód wysuniętą część Sławkowa. Ciągnie się wzdłuż ul. Komora, przy granicy z województwem małopolskim.
W latach 1870–1936 Komora była przysiółkiem gromady Krzykawka w gminie Bolesław w powiecie olkuskim w woj. kieleckim.
1 kwietnia 1936 włączono ją do gminy Sławków w tymże powiecie i województwie.
18 sierpnia 1945 wraz z powiatem olkuskim włączona do województwa krakowskiego.
6 października 1954 weszła w skład gromady Sławków, lecz już po pięciu tygodniach gromadę Sławków zniesiono w związku z nadaniem jej statusu osiedla, przez co Komora stała się integralną częścią Sławkowa. 1 stycznia 1958 Sławków odzyskał prawa miejskie, przez co Komora stała się częścią miasta.
1 lutego 1977 Sławków (z Komorą) został włączony do Dąbrowy Górniczej, a od 15 marca 1984 Sławków jest znów samodzielnym miastem.